# Pirana (stripauteur)

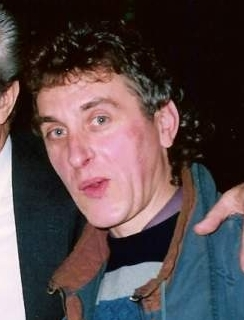
Pirana tijdens een expositie van het Belgisch stripmuseum in 1992

Pirana (Zele, 9 februari 1947 - aldaar, 19 januari 2020), was het pseudoniem van de Vlaamse cartoonist Leon Van De Velde.

## Biografie
Pirana begon beroepsmatig als vloerder, samen met zijn vader Petrus Van de Velde, die voordien een succesvol wielrenner was in Vlaanderen. In zijn vrije tijd tekende hij en publiceerde in kleine blaadjes, en was vooral geïnspireerd door het werk van Marc Sleen. Vanaf 1967 stuurde hij tekeningen naar de krant Het Volk. Hij publiceerde in De Voorpost uit de Denderstreek (niet te verwarren met de gelijknamige extreemrechtse groepering. De slogan luidde: "Wilt u steeds en altijd op de hoogte wezen, dan moet u het weekblad De Voorpost lezen"...). Hij publiceerde onder meer in De Zwijger, Panorama, P-Magazine, The Star, Penthouse en heeft ook cartoons gepubliceerd in Frankrijk, Duitsland, Engeland, De Verenigde Staten en Oeganda.

## Stijl
Zijn pseudoniem werd ontleend aan de vraatzuchtige vissoort: de piranha. Pirana staat bekend om zijn eenvoudige, minimalistische en losse tekenstijl en macabere, seksistische humor. Zijn stijl is vooral beïnvloed door de cartoonisten uit het blad Hara-Kiri.
Pirana publiceerde onder meer de stop-comics "Peli Pelikaan", "De belevenissen van Cyriel, Klinske & Co" en "Cartoons uit de Folterkamer". Hij tekende cartoons rond actuele gebeurtenissen, zoals de Olympische Spelen (1976) en tv-series als Roots en Rich Man, Poor Man. Hij heeft geen echte vaste personages, behalve Mevrouw Dallemans, een agressief en forsgebouwd manwijf. Ook heeft hij veel cartoons gemaakt rond de seksualiteit van zwarten onder de titel "Zwarte liefde". Pirana heeft een voorliefde voor Afrikaanse zwarte vrouwen. Daarnaast was hij ook een fan van sport, zoals boksen, atletiek en wielrennen. 
Pirana is meermaals wereldrecordhouder van de langste cartoon geweest. Hij brak dit record voor het eerst op 13 juli 1975 op de Zeelse Kouterfeesten, met een cartoon van 40,90 meter, getekend in 108 minuten. Op verschillende locaties, in België en Frankrijk heeft hij dit record steeds verbeterd. Zijn laatste poging was in Namen op het Festival des métiers creatifs, en tekende hij 206m aan de lopende band. Pirana viel tijdens zijn carrière ook geregeld in de prijzen tijdens cartoon festivals, zoals die in Knokke-Heist. Cartoonist Marec bewondert Pirana's onafhankelijkheid als cartoonist.
In 2014 werd kanker vastgesteld tijdens een routine onderzoek. Pirana hield dit volstrekt geheim tot een aantal weken voor zijn dood zes jaar later. Hij koos voor euthanasie. Hij werd 72 jaar.
- International Standard Name Identifier: 0000 0001 2093 1652
- Nederlandse Thesaurus van Auteursnamen: 068285914
- Virtual International Authority File: 172053893
- WorldCat: E39PBJwCWq3pgC8y69rcPrbPQq